# Ambone (Matteo da Campione)
L'ambone o pulpito e successivamente cantoria è una scultura di Matteo da Campione databile nella seconda metà del Trecento, ospitato nella navata centrale del duomo di Monza.

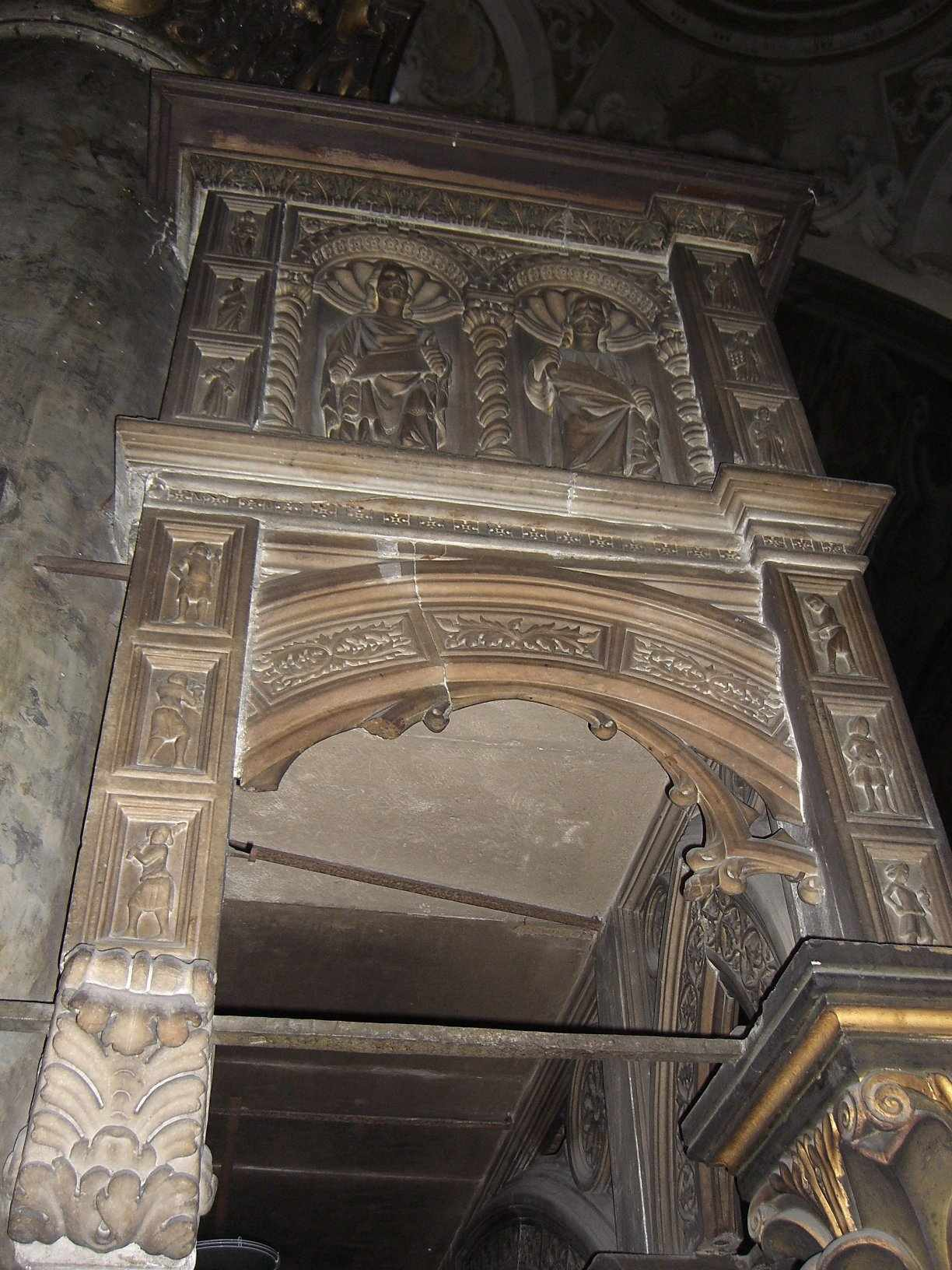
pulpito-particolare

## Storia
L'ambone fu realizzato da Matteo da Campione, uno dei massimi esponenti della famiglia dei maestri campionesi che provenienti da Campione realizzarono in molte località del nord Italia opere scultoree durante il XIV secolo. 
L'opera fu realizzata successivamente al 1360 quanto il duomo fu oggetto di una importate ricostruzione con il rifacimento della facciata a opera del campionesi.
Con la rivisitazione della chiesa nel Settecento, il pulpito, pur mantenendo la medesima posizione, fu rivisitato diventando la cantoria dell'organo. Furono rimosse alcune parti, come la lastra dell'incoronazione, poi conservata sul transetto sinistro, che voleva testimoniare quali fossero le due grandi istituzioni della città nel Trecento: l'imperatore e la chiesa.

## Descrizione
La cantoria si trova nella navata maggiore, nella posizione originaria, tra i primi due pilastri del colonnato settentrionale, di fronte aveva un ulteriore pulpito sempre progettato da Matteo da Campione ma non più presente. L'artista propone la sua preferenza nella tecnica del traforo per la lavorazione di lastre di pietra con la formazione di formelle inseriti in sedici colonnine, nicchie che ospitano i bassorilievi con gli undici apostoli, san Mattia, santa Barnaba e san Paolo, ognuno con il proprio “titulus” che lo identifica. Ognuna di queste nicchie è completa di colonnina tortili e calotta a forma di conchiglia. La raffigurazione riprende il soggetto di Giovanni da Campione presente nel protiro meridionale basilica di Santa Maria Maggiore di Bergamo con i due angeli posti alla base del pulpito e i simboli degli evangelisti. 
Al centro vi è un balconcino che ospita il leggio sorretto da un'aquila. Di cultura bizantina è la “deesis” raffigurante Giovanni Battista che porge a Cristo il suo capo mozzato. Il Salvatore regge un libro aperto con la sinistra mentre la destra un albero completo delle radici.
Originariamente l'ambone con cassa marmorea forse doppia rispetto a quella presente. Era appoggiata su quattro archi con decori a traforo sostenuti agli angoli da quattro colonne e di misure differenti: due erano di misura maggiore e due inferiore a tutto sesto. Con il rifacimento sono stati dimezzati i lati minori e di conseguenza tagliati gli archi laterali. Furono di conseguenza spostati due degli apostoli posti sui lati e collocati sulla parte frontale.
La scultura presenta molte decorazioni inserite in cornici modanate con motivi fitomorfi. Il traforo degli archi è a trifoglio allungato presente negli spazi di risulta e negli angli. Vi si trovano raffigurati anche i clipei con varianti che riportano il soggetto dello scudo romano alla ruota, alla stella fino alla croce. Vi è presente anche un motivo ad asola e nodi che ricorda sculture e ornamenti arabeggianti. In questa varietà di elementi è rappresentata la cultura artistica di Matteo.
I pilastrini ospitano quarantacinque figure di alcuni santi di origine milanese, delle virtù e dei mesi.